# Borgiola
Borgiola is een monotypisch geslacht van mosdiertjes uit de familie van de Cerioporidae en de orde Cyclostomatida. De wetenschappelijke naam ervan werd in 1933 voor het eerst geldig gepubliceerd door Strand.

## Soort
- Borgiola rugosa (Borg, 1933)